# Bristol (Rhode Island)
Pour les articles homonymes, voir Bristol.
Bristol est une ville (town) de l'État de Rhode Island, aux États-Unis. C'est la ville principale du comté de Bristol et pas son siège, car les comtés de Rhode Island n'ont pas de gouvernement. 
La municipalité s'étend sur 20,61 milles carrés (53,38 km2), dont 9,82 milles carrés (25,43 km2) de terres. Sa population est de 22 954 habitants au recensement de 2010.
Le nom vient de la ville anglaise de Bristol.
La première bataille de la guerre du Roi Philip s'y déroula en 1675 ; le nom du chef indien, Metacomet, alias le roi Philip est le nom de la rue principale de Bristol.
Bristol fut fondée en 1680 et intégrée en 1746. On lui donne quelquefois le surnom de « ville la plus patriotique d'Amérique » car c'est la ville des États-Unis où l'on célèbre sans discontinuer depuis le plus longtemps l'Independence Day aux États-Unis.
L'héritage culturel de la ville est influencé par une forte présence d'américains originaire des Açores.
Le bateau qui permit le retour de l'America Cup aux États-Unis, le Columbia a été construit à Bristol par les chantiers de Nathanael Herreshoff.
Anthony Quinn résida à Bristol.

## Villages
Bristol comprend plusieurs villages sur son territoire : 
- Beach Terrace
- Bristol Highlands
- Bristol Narrows
- Castle Island
- Popasquash Point
- Seal Island
- Walker Island